# جام یوفا ۸۵–۱۹۸۴
جام یوفا ۸۵–۱۹۸۴، چهاردهمین فصل از جام یوفا، مسابقات فوتبال باشگاهی سطح دوم اروپا بود که اکنون با نام لیگ اروپا شناخته می‌شود و توسط یوفا سازماندهی می‌شود. این دوره با قهرمانی رئال مادرید به پایان رسید.